# Beelemodon
Beelemodon je neoficiálním rodovým názvem dosud nepopsaného dinosaura, žijícího v období svrchní jury. Pravděpodobně se jednalo o dravého célurosaura, zhruba o velikosti vlka. Jedná se o částečně zachovalou kostru, která byla objevena v Coloradu (USA). Název se poprvé tiskem objevil v roce 1997, kdy jej paleontolog Robert T. Bakker zmínil na sympóziu Akademie přírodních věd. Dokud však materiál nebude řádně popsán, bude se jednat pouze o nomen nudum.